# Noël, que du bonheur
Singles de Ilona Mitrecey
Dans ma fusée
(2005) Allo, allo
(2006)
Clip vidéo
[vidéo] « Noël, que du bonheur », sur YouTube
Noël, que du bonheur est une chanson de la chanteuse française Ilona Mitrecey extraite de son premier album Un monde parfait, sorti en octobre 2005.
C'est le quatrième single d'Ilona. La semaine du 10 décembre 2005, il débute à la 5e place en France et passe encore deux semaines dans le top 10, à la 6e place.

## Liste des titres
| 1. | Noël, que du bonheur                   | 3:20 |
| 2. | Noël, que du bonheur (Version chorale) | 3:00 |

## Classements
| Classement (2005-2006)                  | Meilleure position |
| --------------------------------------- | ------------------ |
| Belgique (Wallonie Ultratop 50 Singles) | 10                 |
| France (SNEP)                           | 5                  |